# Істок (Єкатеринбурзький міський округ)
Істо́к (рос. Исток) — селище у складі Єкатеринбурзького міського округу Свердловської області.
Населення — 5962 особи (2010, 5765 у 2002).
Національний склад станом на 2002 рік: росіяни — 87 %.
Стара назва — Уралніїсхоз.